# Taggen (Nunatak)
Der Taggen (norwegisch für Zacken) ist ein Nunatak im ostantarktischen Königin-Maud-Land. Er ragt zwischen den Gletschern Borchgrevinkisen und Kreitzerisen im westlichen Abschnitt des Gebirges Sør Rondane auf.
Norwegische Kartografen kartierten ihn 1957 anhand von Luftaufnahmen, die bei der US-amerikanischen Operation Highjump (1946–1947) entstanden.